# Triokinase
Triokinase (TK, auch Triosekinase oder Glycerinaldehydkinase genannt) ist ein Enzym, das die Phosphorylierung von Dihydroxyaceton sowie von Glycerinaldehyd katalysiert. Die Stoffwechselprodukte werden in der Glykolyse weiterverarbeitet.

## Eigenschaften
Zur weiteren Umsetzung von D-Glycerinaldehyd gibt es drei mögliche Wege, wobei die Phosphorylierung von D-Glycerinaldehyd mithilfe der Triokinase aufgrund seines niedrigen Km-Wertes (0,01 mM) der bevorzugte Weg ist. Ungefähr 90 % des gebildeten D-Glycerinaldehyds aus Fructose wird auf diesem Weg verstoffwechselt. Außerdem weist die Triokinase in der Leber von Säugetieren eine hohe Aktivität auf. Bei einer D-Glycerinaldehyd-Konzentration von 10 mM wird das für die Phosphorylierung gebrauchte ATP in einer Leberzelle aufgebraucht.

## Reaktionen
+ ATP {\displaystyle \rightleftharpoons }
 + ADP + H+
1) Dihydroxyaceton wird mithilfe der Triosekinase unter ATP-Verbrauch zu Dihydroxyacetonphosphat phosphoryliert.

Eintritt von Fructose in die Glykolyse.
2) Triosekinase (TK) phosphoryliert D-Glycerinaldehyd (4) unter ATP-Verbrauch zu D-Glycerinaldehyd-3-phosphat (5).